# Meteor (film)
Meteor è un film del 1979 diretto da Ronald Neame. È un film di fantascienza e una delle ultime pellicole appartenenti al filone catastrofico degli anni settanta.
Il film è ispirato a un autentico rapporto del MIT denominato "Progetto Icaro" (Project Icarus), basato sull'idea di deviare un ipotetico asteroide in rotta di collisione con la Terra tramite missili posizionati in orbita.

## Trama
Un equipaggio di astronauti in orbita intorno a Giove, nella fascia di asteroidi, osserva la collisione tra una cometa e l'asteroide Orfeo. La navicella sulla quale viaggiano viene distrutta da un frammento dell'asteroide - ridotto in pezzi per l'impatto - e tutti e tre gli astronauti perdono la vita.
Intanto sulla Terra il dottor Paul Bradley viene letteralmente costretto ad abbandonare una regata a vela alla quale sta partecipando ed a raggiungere, di malavoglia e di pessimo umore, gli uffici del suo ex capo Harry Sherwood, pezzo grosso della NASA, il quale gli fa un sommario resoconto della morte dei tre astronauti e gli spiega che un grosso frammento di Orfeo è in rotta di collisione con la Terra.
Mentre il governo e gli alti ufficiali dell'esercito si impegolano in manovre politiche - primo fra tutti il generale Adlon - altri frammenti più piccoli e veloci di Orfeo iniziano a piovere sulla Terra. Il piano che va per la maggiore è quello che punta ad utilizzare la piattaforma missilistica orbitante ideata dal dott. Bradley e dal suo team, provvista di 14 missili atomici denominati Hercules, ma ad un'approfondita analisi questa risulta - pur nel suo stupefacente potenziale distruttivo - insufficiente per distruggere Orfeo che è largo otto chilometri nel punto di massima ampiezza.
A questo punto Bradley mira ad ottenere la disponibilità della controparte sovietica, la quale ha in orbita una piattaforma analoga alla sua e provvista di 16 testate nucleari chiamate Pietro il Grande.
Il presidente americano è messo in guardia dai militari contro l'ammettere l'esistenza degli Hercules ed i sovietici seguono la stessa politica riguardo ai Pietro il Grande: l'ammettere l'esistenza di armi in orbita - per di più nucleari - significherebbe ammettere di aver violato i trattati fino a quel momento stipulati. Bradley è furibondo nel vedersi osteggiato nonostante la palese ed immediata minaccia costituita da Orfeo, che è a pochi giorni di viaggio dalla Terra, rifiuta di lasciarsi coinvolgere in maneggi politici e di farsi osteggiare dai militari, lascia gli uffici della NASA e va a rifugiarsi in un bar poco distante.
Lì lo raggiunge Sherwood, che lo persuade a tornare indietro sulle sue decisioni ed a partecipare al progetto di distruzione dell'asteroide, garantendogli il suo appoggio presso le autorità costituite. Il Presidente - ormai convinto della necessità di rivelare al mondo la vera minaccia costituita da Orfeo e l'esistenza degli Hercules - indirizza alla nazione un messaggio televisivo nel quale, oltre a menzionare il pericolo dell'asteroide e l'intenzione di distruggerlo con i missili in orbita, offre ai sovietici la possibilità di salvare la faccia ed unirsi agli USA nel salvare il mondo dalla catastrofe imminente.
A tale scopo Bradley richiede la presenza di uno scienziato russo in particolare, Aleksei Dubov, mente creatrice dei Pietro il Grande, per esserne coadiuvato nel pianificare le contromisure contro Orfeo. I sovietici acconsentono a che egli raggiunga gli USA a scopo di discussione della faccenda.
Frattanto Bradley e Sherwood hanno già raggiunto il centro di controllo degli Hercules, situato nel centro di New York, al di sotto dell'edificio ospitante la società dei telefoni. Un tunnel sotterraneo consente ai due di raggiungere il centro senza dare nell'occhio ed in più l'edificio dei telefoni consente loro di usufruire di un'autentica rete mondiale di telecomunicazione. Li attende il generale Adlon, comandante della struttura e incaricato dal Presidente in persona di ricevere ed alloggiare sia loro che lo scienziato russo e la sua assistente, già in volo per gli USA.
Dubov e la sua assistente e interprete, Tatiana Nikolaievna Doskaja, arrivano quella sera stessa e Bradley inizia immediatamente a "lavorare" per rompere il muro di ghiaccio della diffidenza innalzato da Adlon, cominciando dal rifiutare l'interprete russo del generale.
Resta però lo scoglio del far confermare allo scienziato russo l'esistenza dei Pietro il Grande, ma Bradley lo supera brillantemente imbastendo con lui sull'argomento una discussione "solo teorica" in punta di fioretto, in attesa dell'ammissione aperta e definitiva.
Frattanto iniziano e si susseguono i disastri causati dai primi frammenti dell'asteroide: uno di essi cade in Siberia facendo fuggire una famiglia di nativi dalla loro tenda, mentre una serie di piccoli frammenti passa sull'Italia ma per fortuna crea solo uno spettacolo di "fuochi d'artificio" senza provocare alcun danno.
Il generale Adlon, sempre più prevenuto contro la reale minaccia dell'asteroide ed ancor più contro lo scienziato russo, ironizza sugli avvenimenti che a suo parere convalidano l'ipotesi che il pericolo non sussista. A quel punto non è soltanto Bradley ad esplodere di rabbia, sostenuto da Sherwood, ma anche Dubov: appena la sua interprete finisce di tradurre l'alterco fra i tre uomini, inizia ad inveire anche lui contro Adlon e chiede un telefono per parlare con l'ambasciata russa di Washington D.C.
Finalmente i sovietici - su richiesta esplicita di Dubov - ammettono il possesso dei missili in orbita, di averli inviati nello spazio ancor prima degli Hercules e di essere disposti ad unirsi agli americani nel piano di distruzione di Orfeo. Il satellite armato russo viene così posto, congiuntamente a quello statunitense, sotto il controllo del gruppo di Bradley ed entrambe le piattaforme orbitanti vengono ruotate così da puntare le rispettive testate verso lo spazio esterno, in direzione di Orfeo.
Ma altre tragedie si preparano: un grosso frammento cade in Svizzera, in un'affollata località sciistica, provocando una catastrofica slavina e causando un'autentica devastazione con vittime e danni.
Un giorno prima del lancio un altro grosso frammento piomba nell'oceano antistante Hong Kong: lo spaventoso tsunami che ne consegue distrugge interamente la città sotto gli occhi impotenti di Bradley e di tutto il team a New York, che dagli schermi collegati all'osservatorio astronomico di Hong Kong possono non solo udire il frastuono dell'onda di marea ma soprattutto vedere "in diretta" il muro d'acqua devastare l'edificio ed uccidere lo scienziato cinese in contatto con loro.
Finalmente sia i missili statunitensi che quelli sovietici vengono lanciati, sia pure in tempi differenti a causa della diversa posizione orbitale: i missili russi partono per primi, quelli americani 40 minuti più tardi. Un attimo prima del lancio dei missili USA, il centro di controllo riceve una chiamata video dall'osservatorio inglese di Jodrell-Bank: il direttore, Sir Michael Hughes, li avvisa che dai loro rilevamenti risulta imminente l'impatto di un altro grosso frammento sull'area di New York.
Anticipare il lancio per distruggerlo è impossibile, i missili russi da soli non sarebbero sufficienti a distruggere Orfeo.
Gli Hercules vengono lanciati appena in tempo. Un attimo dopo la quasi totalità di New York è praticamente rasa al suolo (una delle scene mostra il World Trade Center sbriciolarsi in una enorme sfera di fuoco). La struttura che ospita il centro è parzialmente distrutta ed alcuni membri dello staff, tra cui l'analista delle traiettorie Jan Watson e lo stesso generale Adlon, rimangono uccisi nei crolli interni.
I sopravvissuti iniziano lentamente a cercare una via per uscire da quella che è ormai una trappola, anche a causa delle acque del fiume Hudson che si stanno infiltrando nel tunnel sotterraneo e stanno chiudendolo al passaggio.
Fortunatamente il tunnel della metropolitana è ancora accessibile e risulta essere un rifugio sicuro, anche se non è possibile raggiungere l'esterno a causa dei crolli.
L'attesa si fa spasmodica... mancano quattro minuti all'impatto dei missili con l'asteroide, quattro minuti alla salvezza o alla distruzione totale.
Grazie alla collaborazione USA-URSS per Orfeo non c'è scampo: i due gruppi di missili, ormai riuniti tra loro, lo centrano in tre ondate successive, disintegrandolo completamente. La notizia raggiunge Bradley attraverso una radiolina a pile - che lo scienziato ha avuto la prontezza di prendere con sé - e scatena l'esultanza di tutti, che il rumore dei martelli pneumatici dei soccorritori interrompe solo per un attimo.

## Trasposizione letteraria
Il film è stato oggetto di una trasposizione letteraria omonima firmata da Franklin Coen e Edmund H. North, pubblicata nello stesso anno. Il romanzo segue fedelmente la trama del film, con poche differenze: principalmente l'ulteriore morte di alcuni personaggi secondari e alcuni ulteriori intrighi in Russia riguardo all'utilizzo dei missili; nel finale Orfeo, colpito dai missili, non esplode ma cambia rotta, perdendosi nello spazio.